# Дамьянич, Янош
Янош Дамьянич (венг. Damjanich János, серб. Јован Дамјанић; 8 декабря 1804, Суня, Сисацко-Мославинская жупания — 6 октября 1849, Арад) — венгерский командир сербского происхождения, активный участник Венгерской революции 1848 года.

## Биография
Родился в Лагердорфе. Его жена Эмилия была связана с кланом Черноевичей. Был православным сербом и начал службу в австрийской армии, однако поддерживал венгерских либералов и примкнул к Венгерской революции, возглавив в 1848 году отряд ополченцев в Сегеде (Сегедине). Отличившись в битвах при Алибунаре и Темешёре, был произведён в полковники.
В 1849 году во время весеннего наступления венгерской армии его отряды взяли город Сольнок (от которого был в итоге избран в парламент, но отказался от этой чести), а затем после очередного победоносного боя — Вац (Вайцен), приняли участие в битве при Ишасеге и победили в сражении при Надьшалло, сняв осаду с крепости Комаром. Сломав ногу, не смог принимать участие в непосредственных боях последовавшего важнейшего этапа войны: после ранения он был назначен комендантом крепости Арад.
После подавления Венгерской революции и Вилагошской капитуляции объявил, что согласен сдать крепость казакам, однако в случае приближения австрийской армии будет оборонять её до последней капли крови. Сдался в плен русским, выдан австрийским властям и казнён ими в числе 13 арадских мучеников. Австрийцы собирались повесить его последним, чтобы заставить его наблюдать за гибелью своих соратников, однако в итоге он был казнён двенадцатым. По итогу своей военной карьеры он не проиграл ни единого сражения.

## Память
Памятники Дамьяничу установлен в Аде и Сольноке. В Будапеште есть улица Дамьянича.